# Paracerceis sculpta
Paracerceis sculpta es una especie de crustáceo isópodo de la familia Sphaeromatidae.

## Distribución geográfica
Es casi cosmopolita. Ligado al tráfico marítimo.